# Freie deutsche Blätter
Freie deutsche Blätter (auch Freie-deutsche Blätter) war eine reformkatholische Zeitschrift im Deutschen Kaiserreich, die zunächst von März 1901 bis zum März 1902 in Augsburg erschien.
Sie wechselte mehrfach den Namen: Von April 1902 bis Dezember 1908 hieß sie Das zwanzigste Jahrhundert (bis 1906 mit dem Untertitel Wochenschrift für Politik, Wissenschaft und Kunst, ab 1907 Organ für fortschrittlichen Katholizismus), von Januar 1909 bis Dezember 1914 Das neue Jahrhundert, um von Januar 1915 bis Dezember 1916 wieder als Freie deutsche Blätter zu erscheinen. 
Sie erschien in Augsburg und München als Organ von Reformkatholiken und Modernisten. Leitende Redakteure waren Johannes Bumüller, Franz Klasen, Thaddäus Engert und Philipp Funk.
Im 6. Jahrgang 1906 und im 7. Jahrgang 1907 brachte „Das zwanzigste Jahrhundert“ etliche Beiträge über die Kontroverse zwischen Herman Schell und Ernst Commer und über andere Unterdrückungsversuche der katholischen Hierarchie gegenüber den sogenannten Modernisten.